# Universiteit van Chili
De Universiteit van Chili (UCh) (Spaans: Universidad de Chile, het acroniem is UCh) is een van de universiteiten in Santiago, Chili. Alle vijf campussen, Campus Andrés Bello, Campus Beauchef, Campus Juan Gómez Millas, Campus Norte en Campus Sur bevinden zich in de Región Metropolitana de Santiago.
Op 11 maart 1747 werd de Real Universidad de San Felipe opgericht, de eerste universiteit in Chili. Op 9 november 1842 werd de universiteit rechtmatig omgevormd tot de Universidad de Chile. Het eerste academiejaar van de vernieuwde instelling startte op 17 september 1843.
De universiteit is de alma mater van 20 van de Chileense presidenten en twee Nobelprijswinnaars, de dichters Gabriela Mistral en Pablo Neruda.
Andere bekende alumni zijn Sergio Badilla Castillo, Humberto R. Maturana, Francisco Varela, Mónica González Mujica, Alejandro Álvarez, Francisco Orrego Vicuña, Federico Errázuriz Echaurren, Germán Riesco, Aníbal Zañartu, Pedro Montt en Elías Fernández.